# Клеомен I
Клеомен I Еврисфенід — цар Спарти з династії Агіадів кінця 6 — початку 5 століття до н. е.
Разом з співцарем Арістоном I скористався внутрішньою колотнечею в Мегарах, що настала там після повалення тиранії Феагена для укладання військово-політичного союзу з цим містом. Мегарська олігархія побоювалася впливу Афін, що бажали, що мегари стали членом Делоського морського союзу. В результаті Мегари між 519 і 515 роками до н.е. стали членом Пелопоннеського союзу, отримавши привілейований статус завдяки наявності потужного флоту. 
519 року до н.е. під приводом захисту прабатьківщини Дориди вступив до Фокиди з наміром посилити вплив в Дельфах. Під час походу місто-держава Платеї в Беотії виступило з пропозицією стати членом Пелопоннеського союзу.Проте це небуло виконано внаслідок інтриг співцаря демарата.
У 510 році до н. е. повів спартанське войско в Аттику і допоміг вигнати Пісістратидів (за наполяганням Дельфійского оракула). Під час чвари між Клісфеном та Ісагором, Клеомен підтримував останнього і зайняв Афіни, але загальним повстанням змушений був відступити.
У 505/504 році до н.е. був одним з провідних організаторів першого конгресу Пелопоннеського союзу, що закріпив факт його існування, встановивши формулу утворення «лакедомяни і їх союзники».
У 494 році до н. е. Клеомен здобув велику перемогу під Сепеєю над аргосцями, наслідком якої стало приєднання міста-держави Фліунт до Пелопоннеського союзу. Останній став одним з небагатьох членів союзу, що мав потужну кінноту.
У 491 році до н. е. позбавив престолу свого товариша за царською владою — Демарата. У Спарті виникла сильна партія проти Клеомена. Він утік до Фессалії, потім в Аркадію, де підбурював місцевих мешканців до війні зі Спартою. Спартанців закликали його назад, але незабаром після повернення Клеомен, і раніше, на свідченнями Геродота, не зовсім нормальний, оскаженів, та вбив сам себе.